# Sadovo, Burgas
Sadovo (în bulgară Садово) este un sat în Obștina Sungurlare, Regiunea Burgas, Bulgaria.

## Demografie
Componența etnică a satului Sadovo
     Turci (10,73%)
     Bulgari (71,18%)
     Romi (12,99%)
     Nicio identificare (5,08%)
La recensământul din 2011, populația satului Sadovo era de 177 locuitori. Din punct de vedere etnic, majoritatea locuitorilor (71,18%) erau bulgari, existând și minorități de romi (12,99%) și turci (10,73%). Pentru 5,08% din locuitori nu este cunoscută apartenența etnică.